# Latvijas PSR čempionāts futbolā 1968
L'edizione 1968 del massimo campionato di calcio lettone fu la 24ª come competizione della Repubblica Socialista Sovietica Lettone; il titolo fu vinto dallo Starts Brocēni, giunto al suo primo titolo.

## Formato
Il campionato era formato da quattordici squadre che si incontrarono in gare di andata e ritorno per un totale di 26 turni; erano assegnati due punti alla vittoria, un punto al pareggio e zero per la sconfitta.

## Classifica finale
|                        | Pos. | Squadra                          | Pt | G  | V  | N  | P  | GF | GS | DR  |
| ---------------------- | ---- | -------------------------------- | -- | -- | -- | -- | -- | -- | -- | --- |
| RSS Lettone (bandiera) | 1.   | Starts                           | 36 | 26 | 16 | 4  | 6  | 53 | 20 | +33 |
|                        | 2.   | Elektrons Rīga                   | 35 | 26 | 12 | 11 | 3  | 32 | 16 | +16 |
|                        | 3.   | Enerģija Rīga                    | 31 | 26 | 11 | 9  | 6  | 27 | 15 | +12 |
|                        | 4.   | ASK Rīga                         | 30 | 26 | 13 | 4  | 9  | 26 | 26 | +0  |
|                        | 5.   | Pilots Riga                      | 29 | 26 | 12 | 5  | 9  | 30 | 23 | +7  |
|                        | 6.   | Jūrnieks                         | 28 | 26 | 9  | 10 | 7  | 30 | 16 | +14 |
|                        | 7.   | Venta                            | 28 | 26 | 10 | 8  | 8  | 28 | 21 | +7  |
|                        | 8.   | Lokomotive Daugavpils            | 27 | 26 | 9  | 9  | 8  | 29 | 37 | -8  |
|                        | 9.   | Radiotehnikis Riga               | 25 | 26 | 8  | 9  | 9  | 25 | 32 | -7  |
|                        | 10.  | Futbola klubs Liepājas Metalurgs | 22 | 26 | 6  | 10 | 10 | 25 | 23 | +2  |
|                        | 11.  | Kurzeme Aizpute                  | 22 | 26 | 6  | 10 | 10 | 30 | 34 | -4  |
|                        | 12.  | Ausma Rezekne                    | 19 | 26 | 6  | 7  | 13 | 16 | 36 | -20 |
|                        | 13.  | Vulkans Kuldiga                  | 17 | 26 | 6  | 5  | 15 | 24 | 47 | -23 |
|                        | 14.  | VEF Riga                         | 15 | 26 | 4  | 7  | 15 | 16 | 45 | -29 |